# Grand Prix Lwowa 1930

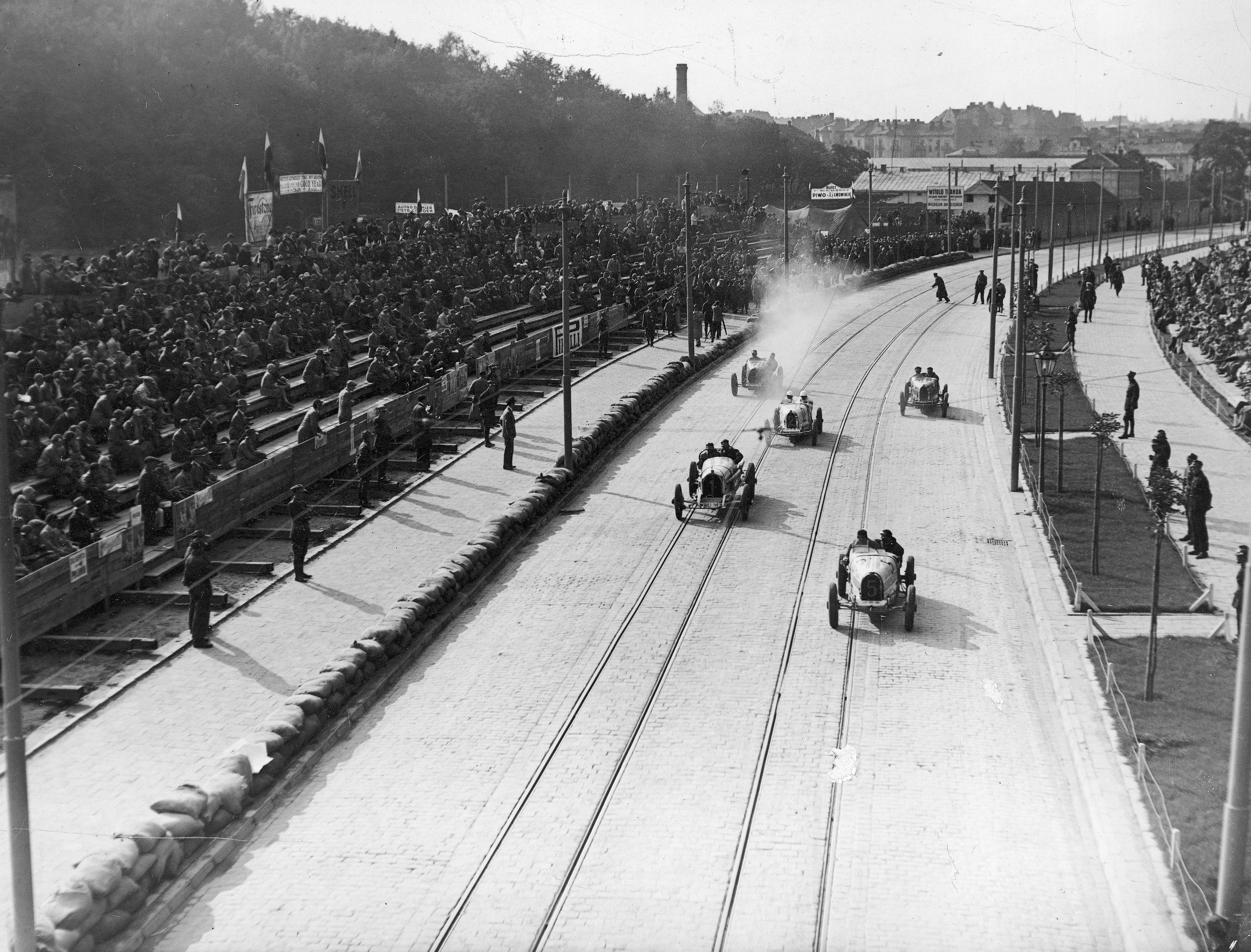
W trakcie wyścigu

Grand Prix Lwowa 1930 – pierwsze w historii Grand Prix samochodowe organizowane w Polsce przez Małopolski Klub Automobilowy, wyścig odbył się na ulicach Lwowa. W wyścigu brali udział tylko Polacy.

## Wyniki wyścigu Grand Prix
| P                 | Nr | Kierowca             | Samochód           | Okr. | Czas / Strata | Komentarz | Pozycja startowa |
| ----------------- | -- | -------------------- | ------------------ | ---- | ------------- | --------- | ---------------- |
| 1                 | 1  | Henryk Liefeldt      | Austro Daimler ADR | 17   | 38:12,70      |           | ?                |
| 2                 | 5  | Maurycy Potocki      | Bugatti 35B        | 17   | 38:26,25      |           | ?                |
| 3                 | 2  | Jan Ripper           | Bugatti 37A        | 17   | 42:07,60      |           | ?                |
| 4                 | 3  | Franciszek Mycielski | Bugatti 37A        | 17   | 43:29,87      |           | ?                |
| Niesklasyfikowani |    |                      |                    |      |               |           |                  |
|                   | 4  | Antoni Heller        | Bugatti 35B        | 7    | +10 okr.      | wypadek   | ?                |